# Фелікс Ксенжарський
Фе́лікс Марцелій Антоній Ксенжа́рський (пол. Feliks Marceli Antoni Księżarski, 14 січня 1820, Краків — 8 квітня 1884, там само) — польський архітектор.

## Біографія
Народився 14 січня 1820 у Кракові в родині купця й ад'юнкта поліції Войцеха Ксенжарського і Ельжбети Тароні. У віці 9 років утратив батька. 1835 року закінчив ліцей святої Анни, після чого два роки навчався на філософському факультеті Ягайлонського університету. Перший свій проєкт створив ще як учень ліцею. В листопаді 1837 року виїхав на навчання до Мюнхена, а 1840 — до Політехнічної школи в Карлсруе. Протягом 1840–1842 років працював у Страсбургу. Виконав обміри Страсбурзького собору. За сприяння Адама Єжи Чарторийського та австрійського міністра війни вступив до інженерно-артилерійської школи в Меці (Франція), яку закінчив у грудні 1843 року. У 1844–1848 роках працював у Парижі інженером доріг і мостів. Виконував фіксацію і нівелювання долини Секвани. 1848 оселився в Кракові. Виконував проєкти фортифікацій поблизу Кракова та для інших міст. Від 1849 року оселився при адміністрації Краківського округу. Протягом 1851–1856 років асистент на кафедрі будівництва в технічному інституті Кракова. 1852 склав екзамен будівничого, виконавши як тестове завдання проєкт відбудови францисканського костелу в Кракові. У 1850-1860-х роках виконав численні замальовки архітектурних деталей та цілих об'єктів. Більшість споруд Кракова третьої чверті XIX ст. так чи інакше пройшли експертизу Ксенжарського. 1872 року відзначений лицарським хрестом ордена Франца Йосифа за відбудову споруди Ягайлонського університету. Перебував у Львові від 1874 року, де проживав у будинку Намісництва (нині вул. Винниченка 14-16). Від 1880 року член Політехнічного товариства у Львові. Помер 8 квітня 1884 року у Кракові, похований на Раковицькому цвинтарі, поле № 16. Незабаром по смерти архітектора Краківське технічне та Львівське політехнічне товариства організували збір коштів на виготовлення і встановлення погруддя Ксенжарського у Ягайлонській бібліотеці Кракова. Завдяки посмертній статті Мацея Морачевського у двох номерах журналу Czasopismo Techniczne, вдалось ідентифікувати велику кількість реалізованих проєктів Ксенжарського, розпорошених по території Польщі. 2008 року вийшла монографія З. Бялкевича, присвячена Ксенжарському. Атрибуція деяких згаданих Морачевським споруд є не до кінця певною і залишається предметом подальших досліджень.

## Проекти
- Театр у Кракові (1840). Найбільш ранній відомий проеєкт Ксенжарського. Базується на збудованому 1830 року театрі в Оломоуці, однак не розрахований на лінійну забудову (мав чотири повноцінні фасади). Зовні відчутний вплив болонського Teatro Comunale (1763), архітектора Антоніо Біб'єни. Нереалізований. Альтернативний проєкт був представлений Феліксом Радванським, але не прийнятий до реалізації.
- Будинок Галицького намісництва у Львові (у співавторстві). Проєкт виконано 1876 року, реалізовано у 1877–1884 роках.
- Будівлі Галицького кредитного банку на нинішній вулиці Гнатюка, 3,5,7 у Львові (1876-1877, будинок № 3 розібраний напередодні першої світової війни).[6]
- Палац Ґолуховських у селищі Івано-Франковому.
- Костел святого Яцека в Хохолові, збудований на місці давнього дерев'яного. Проєкт 1853 року.
- Перебудова палацу в Лубницях Буського повіту (1855–1856). Збереглись 5 ескізів різних розв'язань фасаду.
- Поховальна каплиця Гельцлів для Раковицького цвинтаря у Кракові (1856). Нереалізована. Замість неї збудовано каплицю за проєктом підполковника Юзефа Чешки (1861). Існує цвинтарний храм у Соботі поблизу Ловіча, вирішення фасаду якого майже повністю повторює проєкт Ксенжарського, через що із певною імовірністю йому приписується (1862). У літературі зустрічаються згадки про надгробок Едмунда Василевського на Раковицькому цвинтарі, що однак не зміг ані довести, ані спростувати Збігнев Бялкевич при детальнішому дослідженні. Мацей Морачевський згадує також низку надгробків на Личаківському цвинтарі, низку з яких досі не ідентифіковано на терені.
- Неокласицистичний будинок Маврикія Габріеллі на вулиці Шпитальній, 38 у Кракові (1857). Збудований на місці давнішого одноповерхового мурованого. Не зберігся. Зовнішній вигляд відомий завдяки збереженому проєкту. 1910 року на його місці споруджено новий.
- Каплиця при шпиталі сестер милосердя на нинішній вулиці Кривоноса, 1 (1860).
- Військові казарми при вулиці Райській 1-3 у Кракові, спроєктовані 1858 року, реалізовані у 1861–1862.
- Дім митниці у лінії забудови вулиць Страдомської 17 і вулиці Колетек (1859–1863). Стилістично близький до споруд раннього італійського ренесансу, одночасно містив елементи «аркадового» стилю.
- Участь у перебудові комплексу оборонних споруд на Вавелі. Ще за життя Ксенжарського новобудови піддавалися критиці через відсутність стилістичної єдності з автентичними середньовічними пам'ятками.
  - Головний гарнізонний шпиталь (1852–1856). Триповерхова неоренесансна будівля складалась із двох крил, збудованих у два підходи. Одне з них після 1945 року розібрано. Для її спорудження розібрано ряд будинків, частину середньовічного муру і дві вежі.
  - Дорадчі функції при перебудові замку. Ступінь участі Ксенжарського до кінця не встановлений.
  - Ксенжарський, ймовірно, був автором проєкту перебудови королівських кухонь на лазарет (1856–1862).
  - Двоповерховий, неоготичний т. зв. «шпиталь реконвалесцентів» (бл. 1860).
- Палац Любомирських у Переворську, перебудований Ксенжарським у 1860-х. Початково походив із 1807 року.[7]
- Неоготична каплиця на пагорбі блаженної Броніслави у Кракові (1856–1860). Збудована за дорученням австрійської влади через протести, викликані руйнацією попередньої каплиці для військових потреб. Частина внутрішнього оздоблення нової каплиці не збережена.
- Резиденція в Чорштині (1862).
- Санаторний комплекс у Криниці (1857–1866). Споруди збереглися в перебудованому вигляді. Для ознайомлення з архітектурою такого типу Ксенжарський виїздив на чеські і саксонські курорти. Ймовірно в Криниці споруджено ще ряд будівель такого типу, які нині тяжко ідентифікувати. Ксенжарський також автор нереалізованого проєкту нової мурованої каплиці (замість неї зведено дерев'яну за проектом будівничого Бауера).
- Нереалізований проєкт перебудови веж костелу Марії Магдалини у Львові від 1871 року. Перероблений і втілений до 1889 року львівським архітектором Юліаном Захаревичем.[8]
- Санаторій у Щавниці.
- Завершення резиденції буковинських митрополитів у Чернівцях після смерті Йозефа Главки.
- Костел в Побєдже Вадовицького повіту (бл. 1882).
- Будівництво неоготичної споруди Collegium Novum (1883–1887). Перший ескізний проєкт Ксенжарського від 1873 було відкинуто Сенатом. Новий виконано у співавторстві зі Станіславом Папее того ж року. Будівництво однак розпочато лише 1883 року і завершено після смерті архітектора — у 1887.
- Проєкт площі Міцкевича у Кракові (1882).

## Реставрація
- Проєкт відбудови краківського францисканського костелу — тестове завдання при отриманні повноважень будівничого (1852). Спроєктовано також вівтар. Монастир згорів під час великої пожежі Кракова 1850 року. При цьому вціліли лише три каплиці.
- Відбудова каплиці Ліпських у Вавельській катедрі (1857).
- Палац Любомирських у Кракові при вулиці св. Яна, 15.
- Відбудова Collegium Maius за проєктом Германа Бергманна (1864–1870).
- Перебудова палацу в Гумниськах Тарнівського повіту.
- Нереалізований проєкт реставрації катедри в Тарнові.

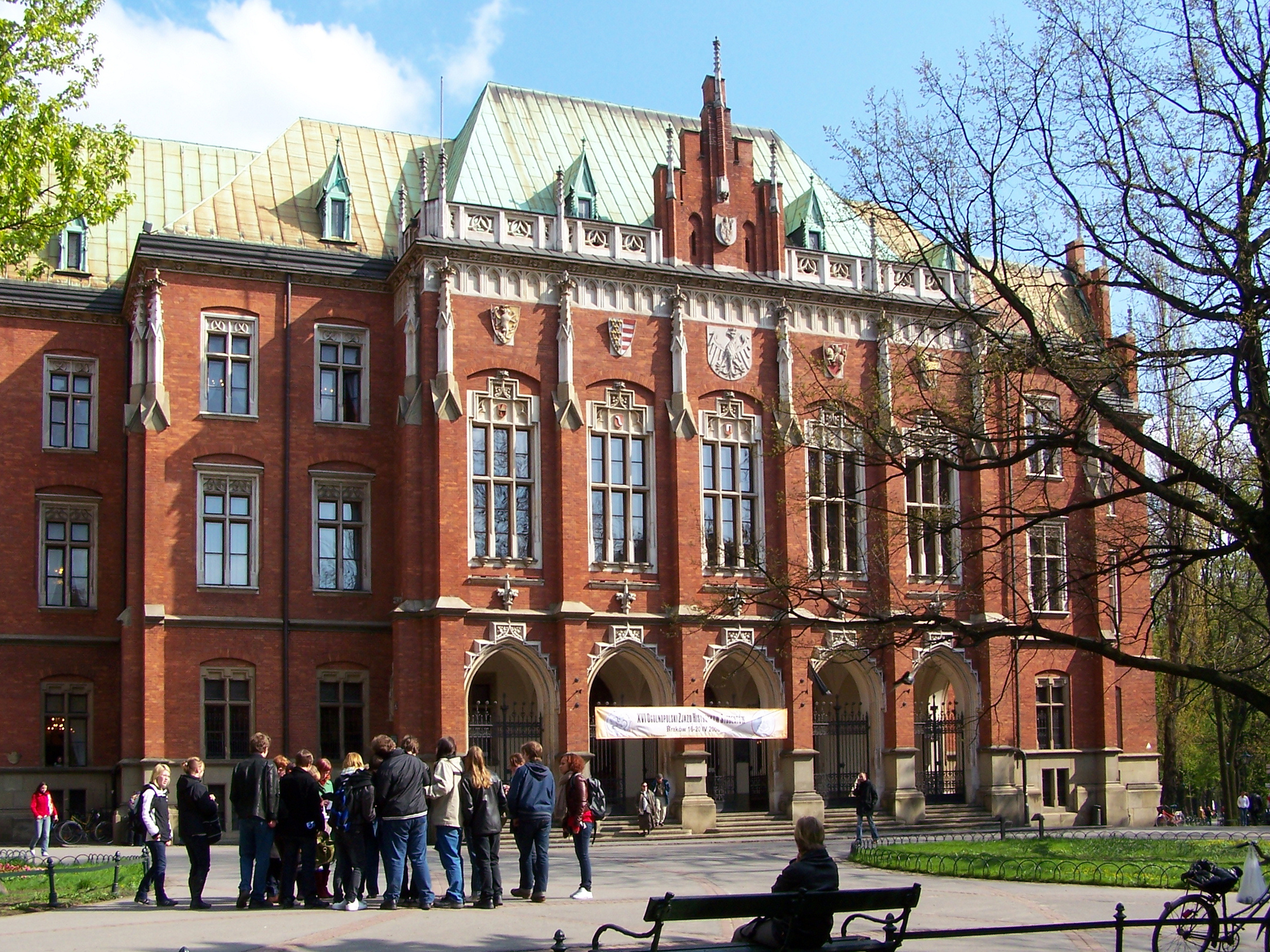
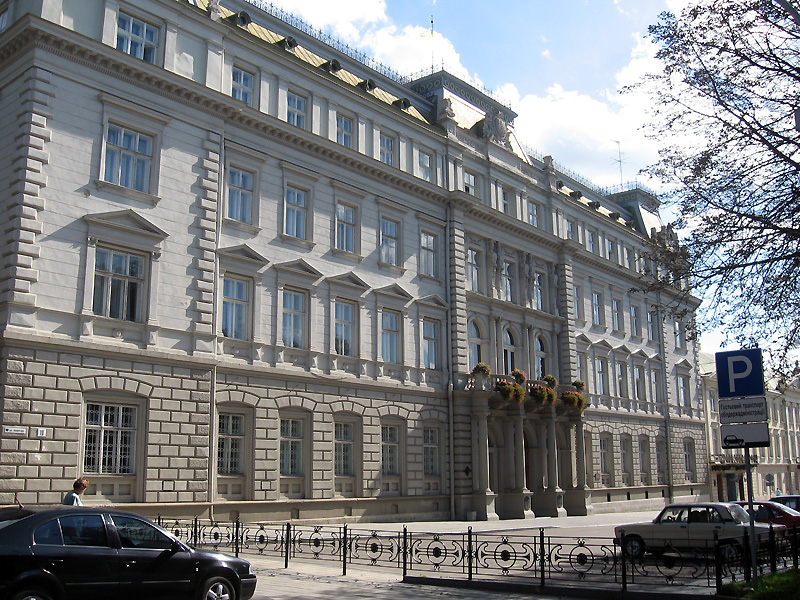
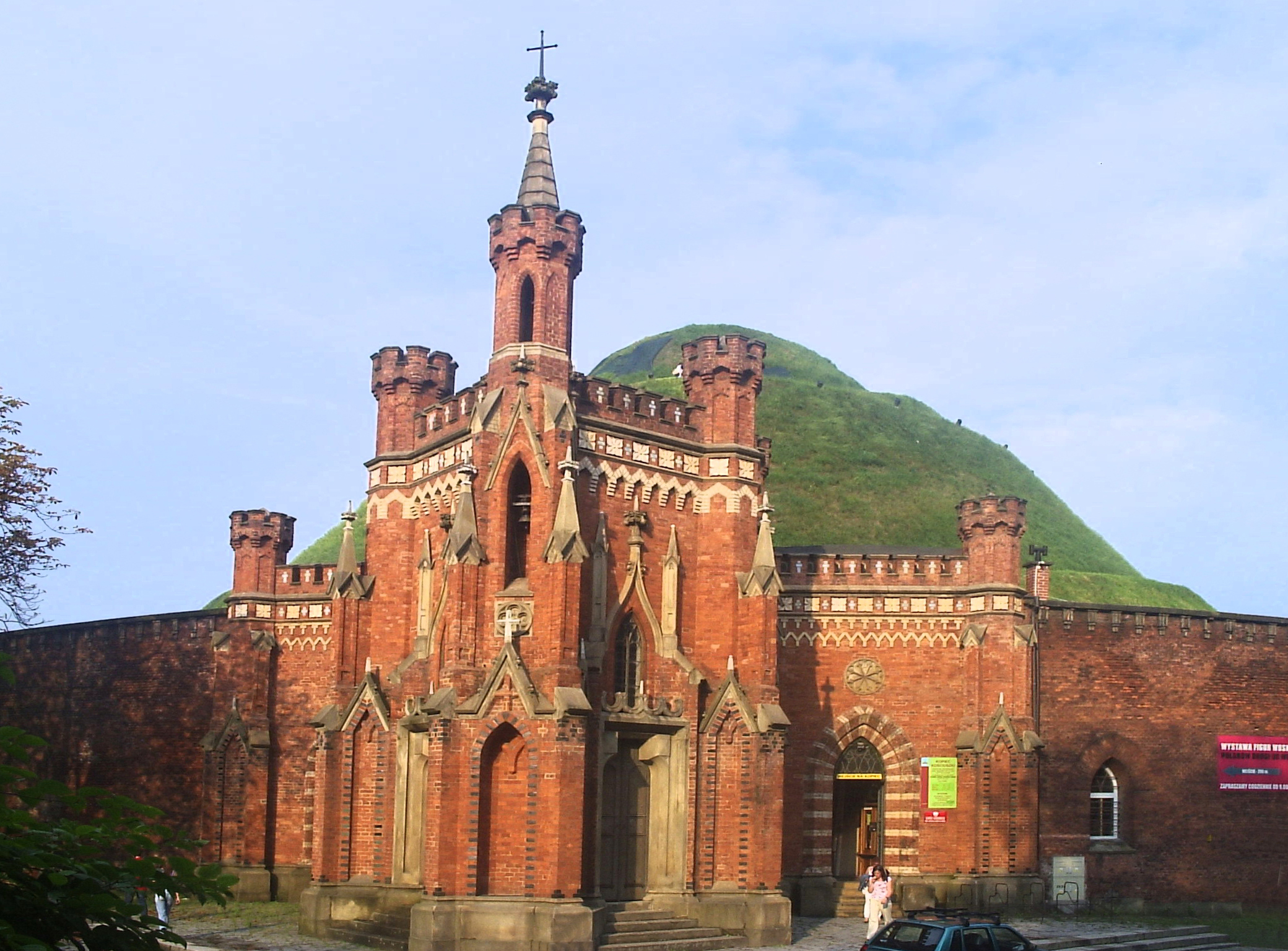